# Microphis spinachioides
Microphis spinachioides är en fiskart som först beskrevs av Paul Georg Egmont Duncker 1915.  Microphis spinachioides ingår i släktet Microphis och familjen kantnålsfiskar. IUCN kategoriserar arten globalt som otillräckligt studerad. Inga underarter finns listade i Catalogue of Life.